# خوزه رامون ماچادو ونتورا
خوزه رامون ماچادو ونتورا (اسپانیایی: José Ramón Machado Ventura‎؛ زادهٔ ۲۶ اکتبر ۱۹۳۰) سیاستمدار، پرسنل نظامی و پزشک اهل کوبا است.